# Jenesien
Jenesien (wł. San Genesio Atesino) – miejscowość i gmina we Włoszech, w regionie Trydent-Górna Adyga, w prowincji Bolzano.
Liczba mieszkańców gminy wynosiła 2935 (dane z roku 2009). Język niemiecki jest językiem ojczystym dla 97,29%, włoski dla 2,59%, a ladyński dla 0,12% mieszkańców (2001).